# برونو رودريغيز بارييا
دبلوماسي وسياسي کوبي. إسمه الکامل برونو ادواردو رودريغيز بارييا (Bruno Eduardo Rodríguez Parrilla) ولد في 22 يناير عام 1958 في العاصمة المکسيکية مکسيکو سيتي. شغل منصب مندوب کوبا الدائم لدی الأمم المتحدة منذ العام 1995 حتی 2003. عُين وزيرا للخارجية في 2 مارس/آذار 2009 خلفا لفيليبه بيريز روکيه بعد أن کان نائبا له.